# Старобурново
Старобурно́во (рос. Старобурново, башк. Иҫке Бурны) — село у складі Бірського району Башкортостану, Росія. Адміністративний центр Бурновської сільської ради.
Населення — 862 особи (2010; 864 у 2002).
Національний склад:
- росіяни — 71 %